# Америчка Девичанска Острва на Светском првенству у атлетици на отвореном 2013.
Америчка Девичанска Острва су учествовала на Светском првенству у атлетици на отвореном 2013. одржаном у Москви од 10. до 18. августа тринаести пут. Репрезентацију Америчких Девичанских Острва представљао је један атлетичар који се такмичио у  трци на 110 м са препонама.
На овом првенству Америчка Девичанска Острва нису освојила ниједну медаљу, нити је оборен неки рекорд.

## Учесници
Мушкарци:
- Еди Ловет — 110 м препоне

## Резултати

### Мушкарци
| Атлетичар | Дисциплина    | Лични рекорд        | Квалификације | Квалификације | Полуфинале           | Полуфинале           | Финале               | Финале       | Детаљи |
| Атлетичар | Дисциплина    | Лични рекорд        | Резултат      | Место         | Резултат             | Место                | Резултат             | Место        | Детаљи |
| --------- | ------------- | ------------------- | ------------- | ------------- | -------------------- | -------------------- | -------------------- | ------------ | ------ |
| Еди Ловет | 110 м препоне | 13,43 (+1.7 м/с) НР | 13,52         | 6. у гр. 1    | Није се квалификовао | Није се квалификовао | Није се квалификовао | 17 / 33 (34) |        |